# Dementium : L'Asile
Dementium : L'Asile (Dementium: The Ward en anglais) est un jeu vidéo de type survival horror et tir subjectif développé par Renegade Kid sorti sur Nintendo DS en 2007 en Amérique du Nord et en 2009 en Europe. Le joueur y incarne un homme amnésique et est contraint de s'aventurer à travers les couloirs sombres d'un hôpital infesté de monstres. En cours de jeu, le joueur est amené à combattre des monstres à l'aide d'armes récupérées au fur et à mesure qu'il progresse ainsi qu'à résoudre des énigmes.
Dementium : L'Asile est le premier jeu développé par Renegade Kid. Pour le concevoir, les membres de l'équipe de développement s'inspirent de films et de jeux vidéo d'horreur. De plus, ils mettent l'accent sur la conception des environnements, la bande-sonore ainsi que sur la fluidité du jeu, l'objectif principal étant d'effrayer le joueur.
Sa suite, Dementium II, sort sur la même console en 2010 et est également développé par Renegade Kid. Une réédition de Dementium : L'Asile, nommée Dementium Remastered, sort sur Nintendo 3DS en 2015 en Amérique du Nord et en 2016 en Europe, téléchargeable via le Nintendo eShop. Enfin, un portage du jeu sort en 2023 sur Nintendo Switch.

## Synopsis
Le jeu relate à travers 16 chapitres les mésaventures d'un homme amnésique qui se réveille inexplicablement dans une chambre d'un hôpital infesté de monstres. Au cours du jeu, il tente de se souvenir qui il est et essaie de sortir de l'immense bâtiment, le tout en essayant de survivre face aux nombreuses créatures meurtrières qui se mettent sur son passage.

## Système de jeu
Dementium: L'Asile est un jeu de type survival horror et de tir à la première personne. Le joueur incarne un homme amnésique et doit s'aventurer à travers les salles et les couloirs de l'hôpital dans le but de trouver la sortie. Au courant de l'aventure, le joueur doit résoudre des énigmes, pour ouvrir une porte par exemple, et combattre des monstres. Au début du jeu, le joueur n'a à sa disposition qu'une matraque avec laquelle il peut se défendre des ennemis ainsi que d'une lampe torche lui permettant de s'éclairer. Il est possible de récupérer différentes armes plus tard dans le jeu, dont un revolver. L'écran tactile de la console permet de  déplacer la vision du personnage, de changer d'arme et d’interagir avec certains éléments du décor. De plus, elle affiche la barre de vie et il est possible d'y afficher une carte des lieux. Il est aussi possible d'y afficher un écran des objets qui regroupe tous les objets récupérés par le joueur.

## Développement
Il s'agit du premier jeu développé par Renegade Kid. Étant fans de films et de jeux vidéo d'horreur, les membres de l'équipe de développement s'inspirent des films de George A. Romero, notamment de Zombie, ainsi que des jeux Silent Hill 2, Doom 3 et The House of the Dead pour concevoir Dementium : L'Asile. Jools Watcham, le concepteur du jeu, déclare dans une entrevue que leur objectif est de créer un jeu « aussi effrayant que vous y jouiez chez vous dans le noir ou que vous soyez dans le métro. » Pour y arriver, l'équipe met l'accent sur la réalisation des décors, la bande sonore ainsi que sur la fluidité du jeu.
En 2015, Watcham dévoile que le jeu a été présenté à Konami dans le but d'en faire un opus sur Nintendo DS de la série Silent Hill. En effet, c'est durant la Game Developers Conference de 2007 que Renegade Kid approche la société japonaise. Watcham avait toujours l'intention de faire de Dementium : L'Asile un jeu original, mais il était aussi ouvert à l'idée de le transformer en un jeu Silent Hill. Cependant, après quelques minutes de discussion, Konami décline l'offre.

## Commercialisation
Dementium: L'Asile sort le 31 octobre 2007 en Amérique du Nord et le 17 avril 2009 en Europe sur Nintendo DS,. Une version remasterisée du jeu, nommée Dementium Remastered, est disponible en téléchargement via le Nintendo eShop à partir de décembre 2015 en Amérique du Nord et à partir de février 2016 en Europe sur Nintendo 3DS,,. Enfin, un portage du jeu sort le 12 octobre 2023 sur Nintendo Switch. Développé par Atooi, le jeu comporte quelques modifications, notamment l'affichage tête haute et l'affichage de l'emplacement des points de sauvegarde sur la carte.

## Accueil
Dementium : L'Asile est bien accueilli par la critique et obtient un score de 72 % sur Metacritic sur la base de 48 critiques. Le jeu s'est vendu à plus de 100 000 unités à travers le monde.
Craig Harris de IGN trouve Dementium : L'Asile impressionnant pour un jeu sur Nintendo DS, notamment au niveau du graphisme. De plus, malgré quelques défauts, il trouve que le jeu est amusant dans son ensemble.

## Postérité
Une suite au jeu, nommé Dementium II, sort en 2010 sur Nintendo DS. Toujours développé par Renegade Kid, le jeu est édité par SouthPeak Games.
En septembre 2014, Renegade Kid récupère les droits de la série Dementium, qui étaient précédemment détenus par SouthPeak Games. Ce dernier était le seul à pouvoir donner la permission de concevoir une suite  au jeu ou, au contraire, à s'y opposer, malgré le fait que Renegade Kid ait toujours détenu la propriété de la série. Ainsi, il est annoncé en décembre de la même année une réédition du jeu sur Nintendo 3DS.